# Ivica Putnik
Ivica Putnik (* 18. November 1972) ist ein kroatischer Poolbillardspieler. Er wurde 2008 Europameister im 14/1 endlos.

## Karriere
Putnik ist 12-facher Kroatischer Meister.
Auf der Euro-Tour war sein bestes Ergebnis das Erreichen des Viertelfinals. Dies gelang ihm bisher drei Mal, erstmals 2007 bei den Netherlands Open, als er gegen Roman Hybler mit 1:10 verlor. Bei den Italy Open 2010 verlor er im Viertelfinale gegen Mateusz Śniegocki mit 4:9 und bei den Bosnia & Herzegovina Open 2013 gegen Tomasz Kapłan mit 1:8.
Bei der EM 2008 gelang es Putnik, durch einen 125:99-Finalsieg gegen den Deutschen Ralf Souquet, 14/1 endlos-Europameister zu werden. Im gleichen Jahr belegte er bei der 10-Ball-WM mit zwei Niederlagen in der Vorrunde den 97. Platz.
2010 erreichte er bei der EM das 10-Ball-Viertelfinale, verlor dieses jedoch gegen den Niederländer Niels Feijen mit 5:7.
Ivica Putnik vertrat Kroatien bisher fünfmal beim World Cup of Pool. 2007 und 2008 erreichte er gemeinsam mit Philipp Stojanovic das Achtelfinale, 2009 schieden sie bereits in der ersten Runde aus.
2013 und 2014 schied er mit Karlo Dalmatin in der ersten Runde aus.
Zudem war Putnik Teil der kroatischen Mannschaft bei der Mannschafts-WM 2010, die in der 3. Verliererrunde gegen Deutschland 2 ausschied.